# سد گنیسیات
سد گنیسیات (به فرانسوی: Barrage de Génissiat) یک سد و نیروگاه برقابی در فرانسه است که در انژو-ژنیسیا واقع شده‌است.